# Halowe Mistrzostwa Europy w Lekkoatletyce 1981 – chód na 5000 m mężczyzn
Chód na 5000 metrów mężczyzn – jedna z konkurencji rozgrywanych podczas halowych lekkoatletycznych mistrzostw Europy w Palais des Sports w Grenoble.  Odbyła się jako konkurencja pokazowa. Był to pierwszy przypadek rozgrywania chodu sportowego na halowych mistrzostwach Europy. Rozegrano od razu finał 22 lutego 1981. Zwyciężył reprezentant Niemieckiej Republiki Demokratycznej Hartwig Gauder.

## Rezultaty

### Finał
Rozegrano od razu finał, w którym wzięło udział 7 chodziarzy.
Opracowano na podstawie materiału źródłowego.
| Miejsce | Zawodnik          | Czas     | Uwagi |
| ------- | ----------------- | -------- | ----- |
| 1       | Hartwig Gauder    | 19:08:59 | CR    |
| 2       | Maurizio Damilano | 19:13,90 |       |
| 3       | Gérard Lelièvre   | 19:55,02 |       |
| 4       | Giorgio Damilano  | 20:31,77 |       |
| 5       | Dominique Guebey  | 20:41,25 |       |
| 6       | Pascal Lenglart   | 21:41,37 |       |
| 7       | Roger Mills       | 22:08,87 |       |